# Ninjababy
Ninjababy és una pel·lícula dramàtica noruega del 2021 dirigida per Yngvild Sve Flikke, a partir d'un guió de Johan Fasting, basada en la novel·la gràfica Fallteknikk d'Inga H Sætre. La pel·lícula és protagonitzada per Kristine Thorp, Arthur Berning i Nader Khademi. S'ha doblat i subtitulat al català.
La pel·lícula es va exhibir per primer cop al Festival Internacional de Cinema de Tromsø el 18 de gener de 2021 i va tenir una estrena internacional al 71è Festival Internacional de Cinema de Berlín a la secció Generation 14plus.

## Repartiment
- Kristine Thorp com a Rakel[1]
- Arthur Berning[1]
- Nader Khademi[1]